# Promachus lineosus
Promachus lineosus är en tvåvingeart som först beskrevs av Walker 1857.  Promachus lineosus ingår i släktet Promachus och familjen rovflugor. Inga underarter finns listade i Catalogue of Life.